# جغرافيا جزر سليمان
جغرافيا جزر سليمان تقع جزر سليمان في جنوب المحيط الهادئ، وتقع شرق بابوا غينيا الجديدة.

## جزر سيمان
تتكون دولة جزر سليمان من ارخبيل واسع النطاق تشويسيول جزر شورتلاند جزر نيو جورجيا، سلنتا ازبيل، راسل، فلوريدا، ملايتا، جواد الكانال سيكيانا، مراماسيك، أولاوا، اوكي، ماكيرا، سانتاانا، ورينيل وبيلوناوجزرسانتاكروز.
تبلغ المسافة بين معظم الجزر الغربية والشرقية حوالي 1500كيلو متر. خاصة جزر سانتا كروز، شمال فانواتو، (والتي تعد تيكوبيا جزءًا منها) معزولة بأكثر من 200 كيلومتر (120 ميل) من الجزر الأخرى. إجمالي مساحة الأرض 28,896 كيلومتر مربع (11,157 ميل2). لديها أكبر 22 منطقة اقتصادية خاصة بمساحة 1,589,477 كيلومتر مربع (613,701 ميل2).
بوغنفيل هي جزء جغرافي من أرخبيل جزر سليمان، لكنها من الناحية السياسية منطقة تتمتع بالحكم الذاتي في بابو غينيا الجديدة.

## علم الأرض والبيئة
هناك براكين بدرجات متباعدة في بعض الجزر الكبيرة وأن معظم الجزر الصغيرة هي جزر مرجانية مغطاه بالرمال والأشجار والنخيل.
وجد المسح الأساسي للتنوع البيولوجي البحري في جزر سليمان الذي تم إجراؤه في عام 2004، 474 نوعًا من الشعاب المرجانية في جزر سليمان بالإضافة إلى تسعة أنواع يمكن أن تكون جديدة على العلم. هذا هو ثاني أعلى تنوع للشعاب المرجانية في العالم، في المرتبة الثانية بعد جزر راجا أمبات في شرق إندونيسيا.

## طقس جزر سليمان
الطقس عادة مستوي، على الرغم لاترتفع وذلك بسبب الريح الباردة التي تهب من البحار المحيطة. تتراوح درجات الحرارة في النهار عادة من 25 إلى 32 درجة مئوية (77 إلى 90 درجة فهرنهايت). من ربيع الثاني إلى شوال (موسم القحط)، تهب الرياح الشديده الجنوبية الشرقية، وتكون سرعتها غالبا إلى 30 عقدة (55) كم / ساعة) أو أكثر.
من ذي الحجة إلى الربيع الأول هو موسم أمطار الرياح الموسمية الغربية ويكون الطقس هادئ ورطب فتنشأ الاعاصير في الجزر ولكنها تكون دائمه على فانواتا أو اسفل ساحل اسراليا

## تعداد الإحصاء

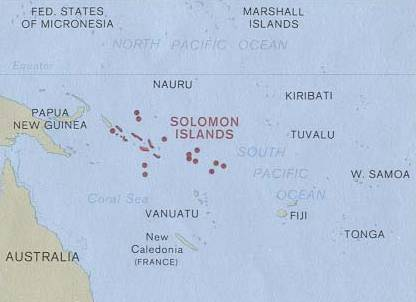
جزر سليمان بالنسبة لبقية أوقيانوسيا.

منطقة: المجموع: 28896 كيلومتر مربع (10985 ميل مربع) الأرض: 27986 كيلومتر مربع (10,633 ميل مربع)الماء: 910 كيلومتر مربع (351 ميل مربع)
الساحل: 5313 كم
المطالبات البحرية: يقاس من خطوط الأساس الأرخبيلية المزعومة الجرف القاري: 200 ميل بحري (230 ميل؛ 370 كـم) المنطقة الاقتصادية الخالصة: 1,589,477 كيلومتر مربع (613,701 ميل2) (200 نمي) البحر الإقليمي: 12 ميل بحري (14 ميل؛ 22 كـم)
الارتفاع الأقصى:أدنى نقطة: المحيط الهادئ 0 مأعلى نقطة: جبل بوبومناسو  م (7,651 قدم).
الموارد الطبيعية: الأسماك والغابات والذهب والبوكسيت والفوسفات والرصاص والزنك والنيكل
استخدام الأراضي: الأراضي الصالحة للزراعة: 0.62٪ محاصيل دائمة: 2.04٪. أخرى: 97.34٪ (2005)
الأراضي المروية: غير متواجد
المخاطر الطبيعية: الأعاصير، لكنها نادراً ما تكون مدمرة؛ منطقة نشطة جيولوجيًا مع هزات أرضية متكررة؛ النشاط البركاني
البيئة - القضايا الحالية: إزالة الغابات؛ تآكل التربة الكثير من الشعاب المرجانية المحيطة ماتت أو تحتضر
البيئة - الاتفاقيات الدولية: طرف في: التنوع البيولوجي، تغير المناخ، تغير المناخ- بروتوكول كيوتو، التصحر، التعديل البيئي، قانون البحار، الإغراق البحري، الحفاظ على الحياة البحرية، حماية طبقة الأوزون، صيد الحيتان

## النقاط المتطرفة
هذه قائمة بالنقاط المتطرفة لجزر سليمان، النقاط التي تقع في أقصى الشمال أو الجنوب أو الشرق أو الغرب من أي موقع آخر.
- أقصى نقطة في الشمال - أونتونج جافا أتول، مقاطعة مالايتا
- أقصى نقطة في الشرق - فاتوتاكا، جزر سانتا كروز، مقاطعة تيموتو
- أقصى نقطة في الجنوب - جنوب الشعاب المرجانية التي لا غنى عنها ورينيل ومقاطعة بيلونا
- أقصى نقطة في الغرب - جزيرة مونو، جزر الخزانة، المقاطعة الغربية